# Émetteur du Lévézou
L'émetteur du Lévézou est un site d'émission basé dans l'Aveyron, en région Occitanie (anciennement Midi-Pyrénées). Il se trouve près du lieu-dit "Candadès" à environ 6 km du village de Montjaux et à 30 km de Millau.

## Constitution
Ce site est constitué :
- d'un pylône haubané d'une hauteur de 104 mètres diffusant la télévision numérique terrestre, 3 radios publiques en FM, des ondes pour la téléphonie mobile, pour le WiMAX, des faisceaux hertziens et la communication pour EDF.
- d'un bâtiment haut de 9 mètres regroupant les émetteurs.
- d'un mât de 8 mètres de haut.

Le site appartient à l'opérateur Télédiffusion de France (TDF).

### Source
- Situation géographique du site du Lévézou sur cartoradio.fr (consulté le 27 avril 2017).

## Télévision

### Diffusion en analogique
L'émetteur du Lévézou a diffusé les 3 principales chaînes françaises en analogique avec une puissance (PAR) commune de 5,4 kW.
| Chaîne                   | Canal |
| ------------------------ | ----- |
| TF1                      | 47H   |
| France 2                 | 44H   |
| France 3 Quercy-Rouergue | 41H   |

Concernant Canal+, France 5 / Arte et M6, les Millavois(es) pouvaient compter sur l'émetteur de la Pouncho d'Agast.
La diffusion des chaînes en analogique s'est arrêtée dans la région le 29 novembre 2011.

#### Source
"Liste des anciens émetteurs de télévision français" (fichier PDF).

### Diffusion en numérique

#### Canaux, puissances et diffuseurs des multiplexes
| Multiplex | Canaux | Puissances (PAR) | Diffuseur |
| --------- | ------ | ---------------- | --------- |
| R1        | 44H    | 1 kW             | TDF       |
| R2        | 30H    | 1 kW             | TDF       |
| R3        | 33H    | 1 kW             | TDF       |
| R4        | 47H    | 1 kW             | TDF       |
| R6        | 23H    | 1 kW             | TDF       |
| R7        | 28H    | 1 kW             | TDF       |
| R9        | 29H    | 1 kW             | TDF       |

##### Multiplex R1
| LCN | Nom de la chaîne              |
| --- | ----------------------------- |
| 2   | France 2                      |
| 3   | France 3 Quercy-Rouergue      |
| 14  | France 4                      |
| 27  | France Info                   |
| 32  | France 3 Languedoc-Roussillon |

##### Multiplex R2
| LCN | Nom de la chaîne |
| --- | ---------------- |
| 8   | C8               |
| 15  | BFM TV           |
| 16  | CNews            |
| 17  | CStar            |
| 18  | Gulli            |

##### Multiplex R3
| LCN | Nom de la chaîne |
| --- | ---------------- |
| 4   | Canal+           |
| 26  | LCI              |
| 41  | Paris Première   |
| 42  | Canal+ Sport     |
| 43  | Canal+ Cinéma(s) |
| 45  | Planète+         |

##### Multiplex R4
| LCN | Nom de la chaîne |
| --- | ---------------- |
| 5   | France 5         |
| 6   | M6               |
| 7   | Arte             |
| 9   | W9               |
| 22  | 6ter             |

##### Multiplex R6
| LCN | Nom de la chaîne |
| --- | ---------------- |
| 1   | TF1              |
| 10  | TMC              |
| 11  | TFX              |
| 12  | NRJ 12           |
| 13  | LCP              |

##### Multiplex R7
| LCN | Nom de la chaîne |
| --- | ---------------- |
| 20  | TF1 Séries Films |
| 21  | L'Équipe         |
| 23  | RMC Story        |
| 24  | RMC Découverte   |
| 25  | Chérie 25        |

##### Multiplex R9
| LCN | Nom de la chaîne |
| --- | ---------------- |
| 52  | France 2 UHD     |

#### Source
- Emetteurs TNT dans l'Aveyron sur le forum de tvnt.net (consulté le 27 avril 2017).

## Radio FM
L'émetteur du Lévézou émet 3 radios publiques avec une puissance commune de 6 kW.
| Fréquence | Station        | Code RDS (PS) |
| --------- | -------------- | ------------- |
| 88.9      | France Musique | MUSIQUE_      |
| 94.9      | France Inter   | __INTER_      |
| 99.2      | France Culture | _CULTURE      |

### Sources
- Les radios de Millau sur annuaireradio.fr (consulté le 27 avril 2017).

## Téléphonie mobile
| Opérateur        | 2G  | 3G  | 4G  | FH  |
| ---------------- | --- | --- | --- | --- |
| Bouygues Télécom | Oui | Oui | Oui | Oui |
| Free             | Non | Oui | Oui | Oui |
| SFR              | Oui | Oui | Oui | Oui |
| Orange           | Non | Non | Non | Oui |

### Source
- Situation géographique du site du Lévézou sur cartoradio.fr (consulté le 27 avril 2017).

## Autres transmissions

### Sur le pylône haubané
- SFR : faisceau hertzien
- EDF : COM TER
- IFW (opérateur WiMAX) : boucle locale radio de 3 GHz

### Sur le bâtiment
- Orange : faisceau hertzien

### Sur le mât métallique
- TDF : faisceau hertzien

### Source
- Situation géographique du site du Lévézou sur cartoradio.fr (consulté le 27 avril 2017).

## Photos du site
- Sur annuaireradio.fr (consulté le 27 avril 2017).
- Sur tvignaud (descendre la page jusqu'à la région "Midi-Pyrénées" et sélectionner "Millau - Levezou (12)") (consulté le 27 avril 2017).